# Élections départementales de 2021 dans le Val-d'Oise
Les élections départementales dans le Val-d'Oise ont lieu les 20 et 27 juin 2021.

## Contexte départemental

### Assemblée départementale sortante
Avant les élections, le conseil départemental du Val-d'Oise est présidé par Marie-Christine Cavecchi (LR).
Il comprend 42 conseillers départementaux issus des 21 cantons du Val-d'Oise.
| Président du conseil départemental   |       |       |      |                                |
| Marie-Christine Cavecchi (LR)        |       |       |      |                                |
| Parti                                | Sigle | Sigle | Élus | Groupes                        |
| Majorité (32 sièges)                 |       |       |      |                                |
| Les Républicains                     |       | LR    | 26   | Union pour le Val-d'Oise       |
| Union des démocrates et indépendants |       | UDI   | 2    | Union pour le Val-d'Oise       |
| Divers droite                        |       | DVD   | 2    | Union pour le Val-d'Oise       |
| Soyons libres                        |       | SL    | 1    | Union pour le Val-d'Oise       |
| La République en marche              |       | LREM  | 1    | Union pour le Val-d'Oise       |
| Opposition (10 sièges)               |       |       |      |                                |
| Parti socialiste                     |       | PS    | 9    | Élus socialistes et apparentés |
| Génération.s                         |       | G.s   | 1    | Élus socialistes et apparentés |

## Système électoral
Les élections ont lieu au scrutin majoritaire binominal à deux tours. Le système est paritaire : les candidatures sont présentées sous la forme d'un binôme composé d'une femme et d'un homme avec leurs suppléants (une femme et un homme également).
Pour être élu au premier tour, un binôme doit obtenir la majorité absolue des suffrages exprimés et un nombre de suffrages au moins égal à 25 % des électeurs inscrits. Si aucun binôme n'est élu au premier tour, seuls peuvent se présenter au second tour les binômes qui ont obtenu un nombre de suffrages au moins égal à 12,5 % des électeurs inscrits, sans possibilité pour les binômes de fusionner. Est élu au second tour le binôme qui obtient le plus grand nombre de voix.

## Résultats à l'échelle du département

### Résultats par nuances
| Binômes                  | Binômes                              | Binômes                  | Premier tour | Premier tour | Premier tour | Second tour | Second tour   | Second tour | Total | +/-           |  |
| Binômes                  | Binômes                              | Binômes                  | Voix         | %            | Sièges       | Voix        | %             | Sièges      | Total | +/-           |  |
| ------------------------ | ------------------------------------ | ------------------------ | ------------ | ------------ | ------------ | ----------- | ------------- | ----------- | ----- | ------------- |  |
|                          | Les Républicains                     | LR                       | 39 506       | 21,19        | 0            | 65 035      | 34,00         | 20          | 20    | 2             |  |
|                          | Rassemblement national               | RN                       | 32 221       | 17,28        | 0            | 13 967      | 7,30          | 0           | 0     | en stagnation |  |
|                          | Union à gauche avec des écologistes  | UGE                      | 26 857       | 14,40        | 0            | 21 824      | 11,41         | 2           | 2     | Nv.           |  |
|                          | Union à droite                       | UD                       | 20 249       | 10,86        | 0            | 31 230      | 16,33         | 10          | 10    | en stagnation |  |
|                          | Union à gauche                       | UG                       | 17 731       | 9,51         | 0            | 14 855      | 7,77          | 2           | 2     | Nv.           |  |
|                          | Parti socialiste                     | SOC                      | 8 941        | 4,79         | 0            | 11 569      | 6,05          | 4           | 4     | 6             |  |
|                          | Divers                               | DIV                      | 6 682        | 3,58         | 0            |             |               |             | 0     | en stagnation |  |
|                          | Divers droite                        | DVD                      | 6 366        | 3,41         | 0            | 12 774      | 6,68          | 2           | 2     | 2             |  |
|                          | Écologistes                          | ECO                      | 5 450        | 2,92         | 0            | 5 751       | 3,01          | 0           | 0     | Nv.           |  |
|                          | Divers gauche                        | DVG                      | 4 796        | 2,57         | 0            | 3 443       | 1,80          | 0           | 0     | en stagnation |  |
|                          | La République en marche              | REM                      | 4 724        | 2,53         | 0            |             |               |             | 0     | Nv.           |  |
|                          | Union du centre                      | UC                       | 2 908        | 1,56         | 0            | 0           | Nv.           |             |       |               |  |
|                          | Union des démocrates et indépendants | UDI                      | 2 356        | 1,26         | 0            | 3 913       | 2,05          | 2           | 2     | 2             |  |
|                          | Divers centre                        | DVC                      | 2 198        | 1,18         | 0            | 3 782       | 1,98          | 0           | 0     | Nv.           |  |
|                          | Union au centre et à droite          | UCD                      | 2 107        | 1,13         | 0            |             |               |             | 0     | Nv.           |  |
|                          | Parti communiste français            | COM                      | 1 457        | 0,78         | 0            | 0           | Nv.           |             |       |               |  |
|                          | Extrême gauche                       | EXG                      | 1 401        | 0,75         | 0            | 0           | en stagnation |             |       |               |  |
|                          | Parti radical de gauche              | RDG                      | 524          | 0,28         | 0            | 0           | Nv.           |             |       |               |  |
|                          |                                      |                          |              |              |              |             |               |             |       |               |  |
| Suffrages exprimés       | Suffrages exprimés                   | Suffrages exprimés       | 186 474      | 96,21        |              | 191 291     | 91,71         |             |       |               |  |
| Votes blancs             | Votes blancs                         | Votes blancs             | 4 929        | 25,54        | 11 715       | 5,62        |               |             |       |               |  |
| Votes nuls               | Votes nuls                           | Votes nuls               | 2 411        | 1,24         | 5 581        | 2,68        |               |             |       |               |  |
| Total                    | Total                                | Total                    | 193 814      | 100          | 0            | 208 587     | 100           | 42          | 42    | en stagnation |  |
| Abstentions              | Abstentions                          | Abstentions              | 535 714      | 73,43        |              | 521 054     | 71,41         |             |       |               |  |
| Inscrits / participation | Inscrits / participation             | Inscrits / participation | 729 528      | 26,57        | 729 641      | 28,59       |               |             |       |               |  |

### Élus par canton
Le scrutin est marqué par une grande stabilité, à l'exception du canton de Vauréal qui bascule à droite, confirmant les résultats des dernières municipales (bascule de Magny-en-Vexin). La droite reste ainsi largement majoritaire.
| Canton              | Conseiller Sortant       | Parti | Parti | Conseiller Élu           | Parti | Parti |
| ------------------- | ------------------------ | ----- | ----- | ------------------------ | ----- | ----- |
| Argenteuil-1        | Marie-Évelyne Christin   |       | LR    | Malika Ahres             |       | LR    |
| Argenteuil-1        | Philippe Métézeau        |       | UDI   | Julien Bachard           |       | LR    |
| Argenteuil-2        | Fabien Benedic           |       | PS    | Pascal Bertolini         |       | EÉLV  |
| Argenteuil-2        | Nadia Metref             |       | PS    | Nadia Metref             |       | PS    |
| Argenteuil-3        | Nicolas Bougeard         |       | PS    | Nicolas Bougeard         |       | PS    |
| Argenteuil-3        | Nessrine Menhaoura       |       | PS    | Nessrine Menhaoura       |       | PS    |
| Cergy-1             | Armand Payet             |       | LR    | Mickaël Declerck         |       | LR    |
| Cergy-1             | Virgine Tinland          |       | LR    | Virgine Tinland          |       | LR    |
| Cergy-2             | Monique Merizio          |       | LREM  | Edwina Manika-Etoré      |       | LR    |
| Cergy-2             | Alexandre Pueyo          |       | SL    | Alexandre Pueyo          |       | SL    |
| Deuil-la-Barre      | Muriel Scolan            |       | DVD   | Muriel Scolan            |       | DVD   |
| Deuil-la-Barre      | Philippe Sueur           |       | DVD   | Philippe Sueur           |       | DVD   |
| Domont              | Émilie Ivandekics        |       | LR    | Sébastien Meurant        |       | LR    |
| Domont              | Sébastien Meurant        |       | LR    | Céline Villecourt        |       | LR    |
| Ermont              | Xavier Haquin            |       | LR    | Xavier Haquin            |       | LR    |
| Ermont              | Aurore Jacob             |       | LR    | Noellie Plelan           |       | LR    |
| Fosses              | Daniel Desse             |       | LR    | Agnès Rafaitin           |       | LR    |
| Fosses              | Agnès Rafaitin           |       | LR    | Patrice Robin            |       | LR    |
| Franconville        | Yannick Boedec           |       | LR    | Yannick Boedec           |       | LR    |
| Franconville        | Marie-Christine Cavecchi |       | LR    | Marie-Christine Cavecchi |       | LR    |
| Garges-lès-Gonesse  | Michel Aumas             |       | UDI   | Sarah Moine              |       | UDI   |
| Garges-lès-Gonesse  | Cergya Mahendran         |       | LR    | Ramzi Zinaoui            |       | UDI   |
| Goussainville       | Anthony Arciero          |       | LR    | Anthony Arciero          |       | LR    |
| Goussainville       | Isabelle Rusin           |       | LR    | Isabelle Rusin           |       | LR    |
| Herblay             | Jeanne Docteur           |       | LR    | Manuela Melo             |       | LR    |
| Herblay             | Philippe Rouleau         |       | LR    | Philippe Rouleau         |       | LR    |
| L'Isle-Adam         | Arnaud Bazin             |       | LR    | Sabrina Écard            |       | DVD   |
| L'Isle-Adam         | Chantal Villalard        |       | LR    | Morgan Touboul           |       | LR    |
| Montmorency         | Michèle Berthy           |       | LR    | Aziza Philippon          |       | LR    |
| Montmorency         | Luc Strehaiano           |       | LR    | Luc Strehaiano           |       | LR    |
| Pontoise            | Sophie Borgeon           |       | LR    | Paul Dubray              |       | LR    |
| Pontoise            | Gérard Seimbille         |       | LR    | Anne Fromenteil          |       | LR    |
| Saint-Ouen-l'Aumône | Pierre-Édouard Eon       |       | LR    | Pierre-Édouard Eon       |       | LR    |
| Saint-Ouen-l'Aumône | Véronique Pelissier      |       | LR    | Véronique Pelissier      |       | LR    |
| Sarcelles           | Youri Mazou-Sacko        |       | PS    | Patrick Haddad           |       | PS    |
| Sarcelles           | Deborah Sebbagh          |       | PS    | Déborah Israel           |       | PS    |
| Taverny             | Laetitia Boisseau        |       | LR    | Laetitia Boisseau        |       | LR    |
| Taverny             | Gérard Lambert-Motte     |       | LR    | Gérard Lambert-Motte     |       | LR    |
| Vauréal             | Sylvie Couchot           |       | PS    | Patricia José            |       | LR    |
| Vauréal             | Jean-Pierre Muller       |       | PS    | Thomas Vatel             |       | LR    |
| Villiers-le-Bel     | Cédric Sabouret          |       | PS    | Cédric Sabouret          |       | PS    |
| Villiers-le-Bel     | Djida Techtach           |       | G.s   | Cécilia Toungsi-Simo     |       | DVG   |

## Résultats par canton
Les binômes sont présentés par ordre décroissant des résultats au premier tour. En cas de victoire au second tour du binôme arrivé en deuxième place au premier, ses résultats sont indiqués en gras.

### Canton d'Argenteuil-1
| Candidats                | Candidats                | Partis                   | Nuance                   | Premier tour | Premier tour | Second tour | Second tour |
| Candidats                | Candidats                | Partis                   | Nuance                   | Voix         | %            | Voix        | %           |
| ------------------------ | ------------------------ | ------------------------ | ------------------------ | ------------ | ------------ | ----------- | ----------- |
|                          | Malika Ahres             | LR                       | LR                       | 3 212        | 33,04        | 5 122       | 61,93       |
|                          | Julien Bachard           | LR                       | LR                       | 3 212        | 33,04        | 5 122       | 61,93       |
|                          | Célia Jacquet            | DVD                      | UCD                      | 2 107        | 21,67        | 3 148       | 38,07       |
|                          | Philippe Métézeau        | UDI                      | UCD                      | 2 107        | 21,67        | 3 148       | 38,07       |
|                          | Catherine David          | EÉLV                     | UGE                      | 1 734        | 17,84        |             |             |
|                          | Samir Lassoued           | PS                       | UGE                      | 1 734        | 17,84        |             |             |
|                          | Jean-Baptiste Marly      | RN                       | RN                       | 1 587        | 16,33        |             |             |
|                          | Nathalie Vaccari         | RN                       | RN                       | 1 587        | 16,33        |             |             |
|                          | Gilles Heurfin           | PCF                      | UG                       | 1 081        | 11,12        |             |             |
|                          | Muriel Rozenfeld         | LFI                      | UG                       | 1 081        | 11,12        |             |             |
|                          |                          |                          |                          |              |              |             |             |
| Suffrages exprimés       | Suffrages exprimés       | Suffrages exprimés       | Suffrages exprimés       | 9 721        | 96,77        | 8 270       | 76,40       |
| Votes blancs             | Votes blancs             | Votes blancs             | Votes blancs             | 209          | 2,08         | 1 069       | 9,88        |
| Votes nuls               | Votes nuls               | Votes nuls               | Votes nuls               | 115          | 1,14         | 1 486       | 13,73       |
| Total                    | Total                    | Total                    | Total                    | 10 045       | 100          | 10 825      | 100         |
| Abstention               | Abstention               | Abstention               | Abstention               | 27 205       | 73,03        | 26 442      | 70,95       |
| Inscrits / participation | Inscrits / participation | Inscrits / participation | Inscrits / participation | 37 250       | 26,97        | 37 267      | 29,05       |

### Canton d'Argenteuil-2
| Candidats                | Candidats                      | Partis                   | Nuance                   | Premier tour | Premier tour | Second tour | Second tour |
| Candidats                | Candidats                      | Partis                   | Nuance                   | Voix         | %            | Voix        | %           |
| ------------------------ | ------------------------------ | ------------------------ | ------------------------ | ------------ | ------------ | ----------- | ----------- |
|                          | Pascal Bertolini               | EÉLV                     | UGE                      | 1 314        | 22,88        | 3 476       | 56,39       |
|                          | Nadia Metref                   | PS                       | UGE                      | 1 314        | 22,88        | 3 476       | 56,39       |
|                          | Carine Gonçalves               | LR                       | DVD                      | 1 074        | 18,70        | 2 688       | 43,61       |
|                          | Ouissam Mechria                | LR                       | DVD                      | 1 074        | 18,70        | 2 688       | 43,61       |
|                          | Maxime Druinaud                | PCF                      | UG                       | 961          | 16,73        |             |             |
|                          | Pamela Hocini                  | LFI                      | UG                       | 961          | 16,73        |             |             |
|                          | Alain Gallet                   | RN                       | RN                       | 945          | 16,45        |             |             |
|                          | Yolande Marcel-Maupin          | RN                       | RN                       | 945          | 16,45        |             |             |
|                          | Fawzia Abid-Benali             | LREM                     | REM                      | 686          | 11,94        |             |             |
|                          | Nicolas Casellato              | LREM                     | REM                      | 686          | 11,94        |             |             |
|                          | Abdelkader Hamida              | PP                       | RDG                      | 472          | 8,22         |             |             |
|                          | Sandra Ryadi                   | PRG                      | RDG                      | 472          | 8,22         |             |             |
|                          | Franck Debeaud                 | DVD                      | DIV                      | 292          | 5,08         |             |             |
|                          | Marie-Jeannette Ndaya Mashinda | SE                       | DIV                      | 292          | 5,08         |             |             |
|                          |                                |                          |                          |              |              |             |             |
| Suffrages exprimés       | Suffrages exprimés             | Suffrages exprimés       | Suffrages exprimés       | 5 744        | 94,79        | 6 164       | 91,41       |
| Votes blancs             | Votes blancs                   | Votes blancs             | Votes blancs             | 201          | 3,32         | 400         | 5,93        |
| Votes nuls               | Votes nuls                     | Votes nuls               | Votes nuls               | 115          | 1,90         | 179         | 2,65        |
| Total                    | Total                          | Total                    | Total                    | 6 060        | 100          | 6 743       | 100         |
| Abstention               | Abstention                     | Abstention               | Abstention               | 23 441       | 79,46        | 22 781      | 77,16       |
| Inscrits / participation | Inscrits / participation       | Inscrits / participation | Inscrits / participation | 29 501       | 20,54        | 29 524      | 22,84       |

### Canton d'Argenteuil-3
| Candidats                | Candidats                  | Partis                   | Nuance                   | Premier tour | Premier tour | Second tour | Second tour |
| Candidats                | Candidats                  | Partis                   | Nuance                   | Voix         | %            | Voix        | %           |
| ------------------------ | -------------------------- | ------------------------ | ------------------------ | ------------ | ------------ | ----------- | ----------- |
|                          | Nicolas Bougeard           | PS                       | SOC                      | 2 135        | 36,98        | 3 816       | 59,65       |
|                          | Nessrine Menhaouara        | PS                       | SOC                      | 2 135        | 36,98        | 3 816       | 59,65       |
|                          | Camille Gicquel            | LR                       | DVD                      | 1 635        | 28,32        | 2 581       | 40,35       |
|                          | Marc Roullier              | LR                       | DVD                      | 1 635        | 28,32        | 2 581       | 40,35       |
|                          | Schemsdine Harouch         | LFI                      | EXG                      | 1 070        | 18,53        |             |             |
|                          | Marjorie Noël              | PCF                      | EXG                      | 1 070        | 18,53        |             |             |
|                          | Fatima Lafhal              | LREM                     | REM                      | 545          | 9,44         |             |             |
|                          | Olivier Mussard            | LREM                     | REM                      | 545          | 9,44         |             |             |
|                          | Lahacene Adalou            | DVD                      | DIV                      | 216          | 3,74         |             |             |
|                          | Nasséra Korichi Abdelouhab | DVD                      | DIV                      | 216          | 3,74         |             |             |
|                          | Chekib Benchikh-Lehocine   | MoDem                    | UC                       | 172          | 2,98         |             |             |
|                          | Dalila Kaabeche            | AC                       | UC                       | 172          | 2,98         |             |             |
|                          |                            |                          |                          |              |              |             |             |
| Suffrages exprimés       | Suffrages exprimés         | Suffrages exprimés       | Suffrages exprimés       | 5 773        | 93,29        | 6 397       | 93,18       |
| Votes blancs             | Votes blancs               | Votes blancs             | Votes blancs             | 273          | 4,41         | 301         | 4,38        |
| Votes nuls               | Votes nuls                 | Votes nuls               | Votes nuls               | 142          | 2,29         | 167         | 2,43        |
| Total                    | Total                      | Total                    | Total                    | 6 188        | 100          | 24 030      | 100         |
| Abstention               | Abstention                 | Abstention               | Abstention               | 24 693       | 79,96        | 24 030      | 77,78       |
| Inscrits / participation | Inscrits / participation   | Inscrits / participation | Inscrits / participation | 30 881       | 20,04        | 30 895      | 22,22       |

### Canton de Cergy-1
| Candidats                | Candidats                | Partis                   | Nuance                   | Premier tour | Premier tour | Second tour | Second tour |
| Candidats                | Candidats                | Partis                   | Nuance                   | Voix         | %            | Voix        | %           |
| ------------------------ | ------------------------ | ------------------------ | ------------------------ | ------------ | ------------ | ----------- | ----------- |
|                          | Mickaël Declerck         | LR                       | LR                       | 1 907        | 26,07        | 4 193       | 53,11       |
|                          | Virginie Tinland         | LR                       | LR                       | 1 907        | 26,07        | 4 193       | 53,11       |
|                          | Eric Nicollet            | PS                       | UG                       | 1 558        | 21,30        | 3 702       | 46,89       |
|                          | Daisy Yaïch              | PS                       | UG                       | 1 558        | 21,30        | 3 702       | 46,89       |
|                          | Lydie Braconnier         | RN                       | RN                       | 1 214        | 16,60        |             |             |
|                          | Richard Durand           | RN                       | RN                       | 1 214        | 16,60        |             |             |
|                          | Reine Kouette            | LREM                     | REM                      | 886          | 12,11        |             |             |
|                          | Pierre Sabatier          | LREM                     | REM                      | 886          | 12,11        |             |             |
|                          | Henri Leblanc            | DVG                      | DIV                      | 847          | 11,58        |             |             |
|                          | Sanaa Saitouli           | DVG                      | DIV                      | 847          | 11,58        |             |             |
|                          | Augustin Belloc          | GRS                      | DVG                      | 748          | 10,23        |             |             |
|                          | Keltoum Rochdi           | DVG                      | DVG                      | 748          | 10,23        |             |             |
|                          | Matthieu Binet           | POID                     | EXG                      | 103          | 1,41         |             |             |
|                          | Martine Quenton          | POID                     | EXG                      | 103          | 1,41         |             |             |
|                          | Jean-Marc Bertoumieu     | PRG                      | RDG                      | 52           | 0,71         |             |             |
|                          | Béatrice Marcussy        | PRG                      | RDG                      | 52           | 0,71         |             |             |
|                          |                          |                          |                          |              |              |             |             |
| Suffrages exprimés       | Suffrages exprimés       | Suffrages exprimés       | Suffrages exprimés       | 7 315        | 96,39        | 7 895       | 93,69       |
| Votes blancs             | Votes blancs             | Votes blancs             | Votes blancs             | 197          | 2,60         | 352         | 4,18        |
| Votes nuls               | Votes nuls               | Votes nuls               | Votes nuls               | 77           | 1,01         | 180         | 2,14        |
| Total                    | Total                    | Total                    | Total                    | 7 589        | 100          | 8 427       | 100         |
| Abstention               | Abstention               | Abstention               | Abstention               | 26 927       | 78,01        | 26 115      | 75,60       |
| Inscrits / participation | Inscrits / participation | Inscrits / participation | Inscrits / participation | 34 516       | 21,99        | 34 542      | 24,40       |

### Canton de Cergy-2
| Candidats                | Candidats                | Partis                   | Nuance                   | Premier tour | Premier tour | Second tour | Second tour |
| Candidats                | Candidats                | Partis                   | Nuance                   | Voix         | %            | Voix        | %           |
| ------------------------ | ------------------------ | ------------------------ | ------------------------ | ------------ | ------------ | ----------- | ----------- |
|                          | Edwina Manika-Etoré      | LR                       | LR                       | 3 190        | 36,67        | 5 009       | 56,98       |
|                          | Alexandre Pueyo          | SL                       | LR                       | 3 190        | 36,67        | 5 009       | 56,98       |
|                          | Hervé Florczak           | DVC                      | DVC                      | 1 829        | 21,03        | 3 782       | 43,02       |
|                          | Monique Merizio          | LREM                     | DVC                      | 1 829        | 21,03        | 3 782       | 43,02       |
|                          | Elina Corvin             | EÉLV                     | UGE                      | 1 681        | 19,32        |             |             |
|                          | Brice Errandonea         | LFI                      | UGE                      | 1 681        | 19,32        |             |             |
|                          | Didier Amela             | RN                       | RN                       | 1 262        | 14,51        |             |             |
|                          | Charmen Skalinski        | RN                       | RN                       | 1 262        | 14,51        |             |             |
|                          | Nadir Gagui              | DVG                      | DVG                      | 672          | 7,73         |             |             |
|                          | Natacha Ould Biye        | DVG                      | DVG                      | 672          | 7,73         |             |             |
|                          | Laura Bonucci            | POID                     | EXG                      | 65           | 0,75         |             |             |
|                          | Roland Delahaye          | POID                     | EXG                      | 65           | 0,75         |             |             |
|                          |                          |                          |                          |              |              |             |             |
| Suffrages exprimés       | Suffrages exprimés       | Suffrages exprimés       | Suffrages exprimés       | 8 699        | 96,72        | 8 791       | 91,51       |
| Votes blancs             | Votes blancs             | Votes blancs             | Votes blancs             | 209          | 2,32         | 626         | 6,52        |
| Votes nuls               | Votes nuls               | Votes nuls               | Votes nuls               | 86           | 0,96         | 190         | 1,98        |
| Total                    | Total                    | Total                    | Total                    | 8 994        | 100          | 9 607       | 100         |
| Abstention               | Abstention               | Abstention               | Abstention               | 23 893       | 72,65        | 23 292      | 70,80       |
| Inscrits / participation | Inscrits / participation | Inscrits / participation | Inscrits / participation | 32 887       | 27,35        | 32 899      | 29,20       |

### Canton de Deuil-la-Barre
| Candidats                | Candidats                | Partis                   | Nuance                   | Premier tour | Premier tour | Second tour | Second tour |
| Candidats                | Candidats                | Partis                   | Nuance                   | Voix         | %            | Voix        | %           |
| ------------------------ | ------------------------ | ------------------------ | ------------------------ | ------------ | ------------ | ----------- | ----------- |
|                          | Muriel Scolan            | DVD                      | UD                       | 2 809        | 33,44        | 5 167       | 59,02       |
|                          | Philippe Sueur           | DVD                      | UD                       | 2 809        | 33,44        | 5 167       | 59,02       |
|                          | Célia Jousserand         | EÉLV                     | UGE                      | 2 468        | 29,38        | 3 588       | 40,98       |
|                          | Thierry Merel            | PS                       | UGE                      | 2 468        | 29,38        | 3 588       | 40,98       |
|                          | Patrick Floquet          | LR                       | UD                       | 1 769        | 21,06        |             |             |
|                          | Soraya Paquiri Leprince  | LR                       | UD                       | 1 769        | 21,06        |             |             |
|                          | Jean-François Budini     | RN                       | RN                       | 1 354        | 16,12        |             |             |
|                          | Christine Cleuet         | RN                       | RN                       | 1 354        | 16,12        |             |             |
|                          |                          |                          |                          |              |              |             |             |
| Suffrages exprimés       | Suffrages exprimés       | Suffrages exprimés       | Suffrages exprimés       | 8 400        | 97,13        | 8 755       | 93,53       |
| Votes blancs             | Votes blancs             | Votes blancs             | Votes blancs             | 160          | 1,85         | 382         | 4,08        |
| Votes nuls               | Votes nuls               | Votes nuls               | Votes nuls               | 88           | 1,02         | 224         | 2,39        |
| Total                    | Total                    | Total                    | Total                    | 8 648        | 100          | 9 361       | 100         |
| Abstention               | Abstention               | Abstention               | Abstention               | 27 727       | 76,23        | 26 889      | 74,18       |
| Inscrits / participation | Inscrits / participation | Inscrits / participation | Inscrits / participation | 36 375       | 23,77        | 36 250      | 25,82       |

### Canton de Domont
| Candidats                | Candidats                | Partis                   | Nuance                   | Premier tour | Premier tour | Second tour | Second tour |
| Candidats                | Candidats                | Partis                   | Nuance                   | Voix         | %            | Voix        | %           |
| ------------------------ | ------------------------ | ------------------------ | ------------------------ | ------------ | ------------ | ----------- | ----------- |
|                          | Sébastien Meurant        | LR                       | LR                       | 5 150        | 40,88        | 8 096       | 62,84       |
|                          | Céline Villecourt        | LR                       | LR                       | 5 150        | 40,88        | 8 096       | 62,84       |
|                          | Michèle Loup             | DVG                      | UGE                      | 2 719        | 21,58        | 4 788       | 37,16       |
|                          | Loïc Vidal               | EÉLV                     | UGE                      | 2 719        | 21,58        | 4 788       | 37,16       |
|                          | Fabienne Daumas          | RN                       | RN                       | 2 643        | 20,98        |             |             |
|                          | Erick Pausier            | RN                       | RN                       | 2 643        | 20,98        |             |             |
|                          | Rebecca Martial          | PS                       | SOC                      | 1 922        | 15,26        |             |             |
|                          | Didier Soavi             | PS                       | SOC                      | 1 922        | 15,26        |             |             |
|                          | Noël Coudert             | POID                     | EXG                      | 163          | 1,29         |             |             |
|                          | Marie Josèphe Sifflet    | POID                     | EXG                      | 163          | 1,29         |             |             |
|                          |                          |                          |                          |              |              |             |             |
| Suffrages exprimés       | Suffrages exprimés       | Suffrages exprimés       | Suffrages exprimés       | 12 597       | 95,96        | 12 884      | 93,07       |
| Votes blancs             | Votes blancs             | Votes blancs             | Votes blancs             | 369          | 2,81         | 653         | 4,72        |
| Votes nuls               | Votes nuls               | Votes nuls               | Votes nuls               | 161          | 1,23         | 307         | 2,22        |
| Total                    | Total                    | Total                    | Total                    | 13 127       | 100          | 13 834      | 100         |
| Abstention               | Abstention               | Abstention               | Abstention               | 29 424       | 69,15        | 28 724      | 67,48       |
| Inscrits / participation | Inscrits / participation | Inscrits / participation | Inscrits / participation | 42 551       | 30,85        | 42 568      | 32,52       |

### Canton d'Ermont
| Candidats                | Candidats                 | Partis                   | Nuance                   | Premier tour | Premier tour | Second tour | Second tour |
| Candidats                | Candidats                 | Partis                   | Nuance                   | Voix         | %            | Voix        | %           |
| ------------------------ | ------------------------- | ------------------------ | ------------------------ | ------------ | ------------ | ----------- | ----------- |
|                          | Xavier Haquin             | LR                       | UD                       | 3 438        | 35,00        | 5 781       | 56,54       |
|                          | Noellie Plelan            | LR                       | UD                       | 3 438        | 35,00        | 5 781       | 56,54       |
|                          | Grégory Berthault         | CÉ                       | ECO                      | 1 448        | 14,74        | 4 457       | 43,58       |
|                          | Clarisse Kalachnikoff     | ÉCO                      | ECO                      | 1 448        | 14,74        | 4 457       | 43,58       |
|                          | Catherine Marielle Dragin | LREM                     | REM                      | 1 445        | 14,71        |             |             |
|                          | César Melo Delgado        | LREM                     | REM                      | 1 445        | 14,71        |             |             |
|                          | Alain Botteaux            | RN                       | RN                       | 1 336        | 13,60        |             |             |
|                          | Véronique Desmonts        | RN                       | RN                       | 1 336        | 13,60        |             |             |
|                          | Hanen Déchaux             | PS                       | UG                       | 1 171        | 11,92        |             |             |
|                          | Gauthier Guillon          | PS                       | UG                       | 1 171        | 11,92        |             |             |
|                          | Carole Cauzard            | LFI                      | UGE                      | 985          | 10,03        |             |             |
|                          | Jean-François Heusser     | EÉLV                     | UGE                      | 985          | 10,03        |             |             |
|                          |                           |                          |                          |              |              |             |             |
| Suffrages exprimés       | Suffrages exprimés        | Suffrages exprimés       | Suffrages exprimés       | 9 823        | 97,41        | 10 225      | 94,07       |
| Votes blancs             | Votes blancs              | Votes blancs             | Votes blancs             | 169          | 1,68         | 444         | 4,08        |
| Votes nuls               | Votes nuls                | Votes nuls               | Votes nuls               | 92           | 0,91         | 201         | 1,85        |
| Total                    | Total                     | Total                    | Total                    | 10 084       | 100          | 10 870      | 100         |
| Abstention               | Abstention                | Abstention               | Abstention               | 23 707       | 70,16        | 22 938      | 67,85       |
| Inscrits / participation | Inscrits / participation  | Inscrits / participation | Inscrits / participation | 33 791       | 29,84        | 33 808      | 32,15       |

### Canton de Fosses
| Candidats                | Candidats                | Partis                   | Nuance                   | Premier tour | Premier tour | Second tour | Second tour |
| Candidats                | Candidats                | Partis                   | Nuance                   | Voix         | %            | Voix        | %           |
| ------------------------ | ------------------------ | ------------------------ | ------------------------ | ------------ | ------------ | ----------- | ----------- |
|                          | Agnès Rafaitin           | LR                       | DVD                      | 3 657        | 33,54        | 7 505       | 69,17       |
|                          | Patrice Robin            | LR                       | DVD                      | 3 657        | 33,54        | 7 505       | 69,17       |
|                          | Bruno Marcel             | RN                       | RN                       | 2 844        | 26,08        | 3 345       | 30,83       |
|                          | Vostila Jean Jacques     | RN                       | RN                       | 2 844        | 26,08        | 3 345       | 30,83       |
|                          | Pierre Barros            | PCF                      | UG                       | 2 787        | 25,56        |             |             |
|                          | Catherine Delprat        | PS                       | UG                       | 2 787        | 25,56        |             |             |
|                          | Isabelle Dumenil         | EÉLV                     | ECO                      | 1 616        | 14,82        |             |             |
|                          | Abderhamane Guerzou      | EÉLV                     | ECO                      | 1 616        | 14,82        |             |             |
|                          |                          |                          |                          |              |              |             |             |
| Suffrages exprimés       | Suffrages exprimés       | Suffrages exprimés       | Suffrages exprimés       | 10 904       | 96,34        | 10 850      | 90,45       |
| Votes blancs             | Votes blancs             | Votes blancs             | Votes blancs             | 277          | 2,45         | 876         | 7,30        |
| Votes nuls               | Votes nuls               | Votes nuls               | Votes nuls               | 137          | 1,21         | 269         | 2,24        |
| Total                    | Total                    | Total                    | Total                    | 11 318       | 100          | 11 995      | 100         |
| Abstention               | Abstention               | Abstention               | Abstention               | 28 406       | 71,51        | 27 738      | 69,81       |
| Inscrits / participation | Inscrits / participation | Inscrits / participation | Inscrits / participation | 39 724       | 28,49        | 39 733      | 30,19       |

### Canton de Franconville
| Candidats                | Candidats                | Partis                   | Nuance                   | Premier tour | Premier tour | Second tour | Second tour |
| Candidats                | Candidats                | Partis                   | Nuance                   | Voix         | %            | Voix        | %           |
| ------------------------ | ------------------------ | ------------------------ | ------------------------ | ------------ | ------------ | ----------- | ----------- |
|                          | Yannick Boëdec           | LR                       | LR                       | 6 224        | 59,77        | 9 059       | 84,11       |
|                          | Marie-Christine Cavecchi | LR                       | LR                       | 6 224        | 59,77        | 9 059       | 84,11       |
|                          | Brigitte Henry-Autissier | RN                       | RN                       | 1 583        | 15,20        | 1 711       | 15,89       |
|                          | Régis Macé               | RN                       | RN                       | 1 583        | 15,20        | 1 711       | 15,89       |
|                          | Françoise Mendy-Lascot   | EC                       | DIV                      | 1 339        | 12,86        |             |             |
|                          | Carlos Soares            | LREM                     | DIV                      | 1 339        | 12,86        |             |             |
|                          | Xavier Lignereux         | PCF                      | UG                       | 1 268        | 12,18        |             |             |
|                          | Feinda N'Diaye           | LFI                      | UG                       | 1 268        | 12,18        |             |             |
|                          |                          |                          |                          |              |              |             |             |
| Suffrages exprimés       | Suffrages exprimés       | Suffrages exprimés       | Suffrages exprimés       | 10 414       | 97,12        | 10 770      | 93,52       |
| Votes blancs             | Votes blancs             | Votes blancs             | Votes blancs             | 210          | 1,96         | 577         | 5,01        |
| Votes nuls               | Votes nuls               | Votes nuls               | Votes nuls               | 99           | 0,92         | 169         | 1,47        |
| Total                    | Total                    | Total                    | Total                    | 10 723       | 100          | 11 516      | 100         |
| Abstention               | Abstention               | Abstention               | Abstention               | 27 176       | 71,71        | 26 391      | 69,62       |
| Inscrits / participation | Inscrits / participation | Inscrits / participation | Inscrits / participation | 37 899       | 28,29        | 37 907      | 30,38       |

### Canton de Garges-lès-Gonesse
| Candidats                | Candidats                | Partis                   | Nuance                   | Premier tour | Premier tour | Second tour | Second tour |
| Candidats                | Candidats                | Partis                   | Nuance                   | Voix         | %            | Voix        | %           |
| ------------------------ | ------------------------ | ------------------------ | ------------------------ | ------------ | ------------ | ----------- | ----------- |
|                          | Sarah Moine              | UDI                      | UDI                      | 1 947        | 39,96        | 3 913       | 76,70       |
|                          | Ramzi Zinaoui            | UDI                      | UDI                      | 1 947        | 39,96        | 3 913       | 76,70       |
|                          | André Isip               | RN                       | RN                       | 854          | 17,53        | 1 189       | 23,30       |
|                          | Catherine Thiry          | RN                       | RN                       | 854          | 17,53        | 1 189       | 23,30       |
|                          | Myriam Dien              | PCF                      | UG                       | 748          | 15,35        |             |             |
|                          | Christophe Dieu          | PS                       | UG                       | 748          | 15,35        |             |             |
|                          | Rafika El Medassi        | EÉLV                     | ECO                      | 721          | 14,80        |             |             |
|                          | Dean Nguyen              | EÉLV                     | ECO                      | 721          | 14,80        |             |             |
|                          | Abdellah Benouaret       | SE                       | DIV                      | 602          | 12,36        |             |             |
|                          | Umaiyal Vijayakumar      | SE                       | DIV                      | 602          | 12,36        |             |             |
|                          |                          |                          |                          |              |              |             |             |
| Suffrages exprimés       | Suffrages exprimés       | Suffrages exprimés       | Suffrages exprimés       | 4 872        | 95,57        | 5 102       | 91,20       |
| Votes blancs             | Votes blancs             | Votes blancs             | Votes blancs             | 145          | 2,84         | 358         | 6,40        |
| Votes nuls               | Votes nuls               | Votes nuls               | Votes nuls               | 81           | 1,59         | 134         | 2,40        |
| Total                    | Total                    | Total                    | Total                    | 5 098        | 100          | 5 594       | 100         |
| Abstention               | Abstention               | Abstention               | Abstention               | 20 918       | 80,40        | 20 436      | 78,51       |
| Inscrits / participation | Inscrits / participation | Inscrits / participation | Inscrits / participation | 26 016       | 19,60        | 26 030      | 21,49       |

### Canton de Goussainville
| Candidats                | Candidats                | Partis                   | Nuance                   | Premier tour | Premier tour | Second tour | Second tour |
| Candidats                | Candidats                | Partis                   | Nuance                   | Voix         | %            | Voix        | %           |
| ------------------------ | ------------------------ | ------------------------ | ------------------------ | ------------ | ------------ | ----------- | ----------- |
|                          | Anthony Arciero          | LR                       | LR                       | 2 293        | 31,18        | 4 934       | 70,71       |
|                          | Isabelle Rusin           | LR                       | LR                       | 2 293        | 31,18        | 4 934       | 70,71       |
|                          | Jean-Michel Dubois       | RN                       | RN                       | 1 499        | 20,38        | 2 044       | 29,29       |
|                          | Florina Isip             | RN                       | RN                       | 1 499        | 20,38        | 2 044       | 29,29       |
|                          | Patricia Andrianasolo    | SE                       | DIV                      | 1 340        | 18,22        |             |             |
|                          | Ali Bouazizi             | SE                       | DIV                      | 1 340        | 18,22        |             |             |
|                          | Corinne Misiak-Marchand  | PCF                      | COM                      | 1 026        | 13,95        |             |             |
|                          | Eddy Thoreau             | PS                       | COM                      | 1 026        | 13,95        |             |             |
|                          | Abdelkrim Bourakba       | EÉLV                     | ECO                      | 639          | 8,69         |             |             |
|                          | Leïla Dfili              | EÉLV                     | ECO                      | 639          | 8,69         |             |             |
|                          | Yssa Bagayoko            | DVG                      | DVG                      | 557          | 7,57         |             |             |
|                          | Véronique Danet          | DVG                      | DVG                      | 557          | 7,57         |             |             |
|                          |                          |                          |                          |              |              |             |             |
| Suffrages exprimés       | Suffrages exprimés       | Suffrages exprimés       | Suffrages exprimés       | 7 354        | 97,03        | 6 978       | 89,97       |
| Votes blancs             | Votes blancs             | Votes blancs             | Votes blancs             | 135          | 1,78         | 603         | 7,77        |
| Votes nuls               | Votes nuls               | Votes nuls               | Votes nuls               | 90           | 1,19         | 175         | 2,26        |
| Total                    | Total                    | Total                    | Total                    | 7 579        | 100          | 7 756       | 100         |
| Abstention               | Abstention               | Abstention               | Abstention               | 26 265       | 77,61        | 26 094      | 77,09       |
| Inscrits / participation | Inscrits / participation | Inscrits / participation | Inscrits / participation | 33 844       | 22,39        | 33 850      | 22,91       |

### Canton d'Herblay-sur-Seine
| Candidats                | Candidats                | Partis                   | Nuance                   | Premier tour | Premier tour | Second tour | Second tour |
| Candidats                | Candidats                | Partis                   | Nuance                   | Voix         | %            | Voix        | %           |
| ------------------------ | ------------------------ | ------------------------ | ------------------------ | ------------ | ------------ | ----------- | ----------- |
|                          | Manuela Melo             | LR                       | UD                       | 4 871        | 54,11        | 6 280       | 66,91       |
|                          | Philippe Rouleau         | LR                       | UD                       | 4 871        | 54,11        | 6 280       | 66,91       |
|                          | Laure Botella            | PS                       | UG                       | 2 623        | 29,14        | 3 106       | 33,09       |
|                          | Gérald Bouteillé         | PCF                      | UG                       | 2 623        | 29,14        | 3 106       | 33,09       |
|                          | Gaëtan Herby             | RN                       | RN                       | 1 508        | 16,75        |             |             |
|                          | Marcelline Majoros       | RN                       | RN                       | 1 508        | 16,75        |             |             |
|                          |                          |                          |                          |              |              |             |             |
| Suffrages exprimés       | Suffrages exprimés       | Suffrages exprimés       | Suffrages exprimés       | 9 002        | 96,14        | 9 386       | 95,13       |
| Votes blancs             | Votes blancs             | Votes blancs             | Votes blancs             | 226          | 2,41         | 306         | 3,10        |
| Votes nuls               | Votes nuls               | Votes nuls               | Votes nuls               | 135          | 1,44         | 174         | 1,76        |
| Total                    | Total                    | Total                    | Total                    | 9 363        | 100          | 9 866       | 100         |
| Abstention               | Abstention               | Abstention               | Abstention               | 25 075       | 72,81        | 24 585      | 71,36       |
| Inscrits / participation | Inscrits / participation | Inscrits / participation | Inscrits / participation | 34 438       | 27,19        | 34 451      | 28,64       |

### Canton de L'Isle-Adam
| Candidats                | Candidats                | Partis                   | Nuance                   | Premier tour | Premier tour | Second tour | Second tour |
| Candidats                | Candidats                | Partis                   | Nuance                   | Voix         | %            | Voix        | %           |
| ------------------------ | ------------------------ | ------------------------ | ------------------------ | ------------ | ------------ | ----------- | ----------- |
|                          | Sabrina Écard            | DVD                      | LR                       | 4 805        | 40,83        | 8 552       | 73,24       |
|                          | Morgan Touboul           | LR                       | LR                       | 4 805        | 40,83        | 8 552       | 73,24       |
|                          | Emeric Le Bon            | RN                       | RN                       | 2 696        | 22,91        | 3 124       | 26,76       |
|                          | Romana Navarre           | RN                       | RN                       | 2 696        | 22,91        | 3 124       | 26,76       |
|                          | Jean-Michel Aparicio     | DVG                      | UGE                      | 2 589        | 22,00        |             |             |
|                          | Claudine Müller          | GÉ                       | UGE                      | 2 589        | 22,00        |             |             |
|                          | Céline Douay             | LFI                      | UGE                      | 1 678        | 14,26        |             |             |
|                          | Sylvain Lacassagne       | EÉLV                     | UGE                      | 1 678        | 14,26        |             |             |
|                          |                          |                          |                          |              |              |             |             |
| Suffrages exprimés       | Suffrages exprimés       | Suffrages exprimés       | Suffrages exprimés       | 11 768       | 96,99        | 11 676      | 90,70       |
| Votes blancs             | Votes blancs             | Votes blancs             | Votes blancs             | 248          | 2,04         | 896         | 6,96        |
| Votes nuls               | Votes nuls               | Votes nuls               | Votes nuls               | 117          | 0,96         | 301         | 2,34        |
| Total                    | Total                    | Total                    | Total                    | 12 133       | 100          | 12 873      | 100         |
| Abstention               | Abstention               | Abstention               | Abstention               | 28 477       | 70,12        | 27 743      | 68,31       |
| Inscrits / participation | Inscrits / participation | Inscrits / participation | Inscrits / participation | 40 610       | 29,88        | 40 616      | 31,69       |

### Canton de Montmorency
| Candidats                | Candidats                | Partis                   | Nuance                   | Premier tour | Premier tour | Second tour | Second tour |
| Candidats                | Candidats                | Partis                   | Nuance                   | Voix         | %            | Voix        | %           |
| ------------------------ | ------------------------ | ------------------------ | ------------------------ | ------------ | ------------ | ----------- | ----------- |
|                          | Aziza Philippon          | LR                       | LR                       | 4 616        | 38,55        | 7 751       | 62,50       |
|                          | Luc Strehaiano           | LR                       | LR                       | 4 616        | 38,55        | 7 751       | 62,50       |
|                          | François Delcombre       | EÉLV                     | UGE                      | 2 946        | 24,60        | 4 651       | 37,50       |
|                          | Sandra Philippe          | DVG                      | UGE                      | 2 946        | 24,60        | 4 651       | 37,50       |
|                          | Linda Lavoix             | LC                       | UC                       | 2 736        | 22,85        |             |             |
|                          | David Corceiro           | MoDem                    | UC                       | 2 736        | 22,85        |             |             |
|                          | Marc Jézéquel            | RN                       | RN                       | 1 677        | 14,00        |             |             |
|                          | Véronique Merienne       | RN                       | RN                       | 1 677        | 14,00        |             |             |
|                          |                          |                          |                          |              |              |             |             |
| Suffrages exprimés       | Suffrages exprimés       | Suffrages exprimés       | Suffrages exprimés       | 11 975       | 97,07        | 12 402      | 94,84       |
| Votes blancs             | Votes blancs             | Votes blancs             | Votes blancs             | 223          | 1,81         | 475         | 3,63        |
| Votes nuls               | Votes nuls               | Votes nuls               | Votes nuls               | 139          | 1,13         | 200         | 1,53        |
| Total                    | Total                    | Total                    | Total                    | 12 337       | 100          | 13 077      | 100         |
| Abstention               | Abstention               | Abstention               | Abstention               | 26 682       | 68,38        | 25 947      | 66,49       |
| Inscrits / participation | Inscrits / participation | Inscrits / participation | Inscrits / participation | 39 019       | 31,62        | 39 024      | 33,51       |

### Canton de Pontoise
| Candidats                | Candidats                  | Partis                   | Nuance                   | Premier tour | Premier tour | Second tour | Second tour |
| Candidats                | Candidats                  | Partis                   | Nuance                   | Voix         | %            | Voix        | %           |
| ------------------------ | -------------------------- | ------------------------ | ------------------------ | ------------ | ------------ | ----------- | ----------- |
|                          | Paul Dubray                | LR                       | UD                       | 3 343        | 32,61        | 7 707       | 75,11       |
|                          | Anne Fromenteil            | LR                       | UD                       | 3 343        | 32,61        | 7 707       | 75,11       |
|                          | Christian Barbarit         | RN                       | RN                       | 2 125        | 20,73        | 2 554       | 24,89       |
|                          | Stéphanie Henry            | RN                       | RN                       | 2 125        | 20,73        | 2 554       | 24,89       |
|                          | Bénédicte Ariès            | EÉLV                     | UGE                      | 1 808        | 17,63        |             |             |
|                          | Julien Foucou              | LFI                      | UGE                      | 1 808        | 17,63        |             |             |
|                          | Catherine Champion-Bourdou | MR                       | DIV                      | 1 490        | 14,53        |             |             |
|                          | Marc Giroud                | LREM                     | DIV                      | 1 490        | 14,53        |             |             |
|                          | Edwin Legris               | GÉ                       | UGE                      | 1 158        | 11,29        |             |             |
|                          | Sandra Nguyen Dérosier     | PS                       | UGE                      | 1 158        | 11,29        |             |             |
|                          | Bouchra Bougara            | PRG                      | ECO                      | 329          | 3,21         |             |             |
|                          | Richard Norzielus          | PRG                      | ECO                      | 329          | 3,21         |             |             |
|                          |                            |                          |                          |              |              |             |             |
| Suffrages exprimés       | Suffrages exprimés         | Suffrages exprimés       | Suffrages exprimés       | 10 253       | 96,11        | 10 261      | 90,07       |
| Votes blancs             | Votes blancs               | Votes blancs             | Votes blancs             | 303          | 2,84         | 910         | 7,99        |
| Votes nuls               | Votes nuls                 | Votes nuls               | Votes nuls               | 112          | 1,05         | 221         | 1,94        |
| Total                    | Total                      | Total                    | Total                    | 10 668       | 100          | 11 392      | 100         |
| Abstention               | Abstention                 | Abstention               | Abstention               | 22 595       | 67,93        | 21 880      | 65,76       |
| Inscrits / participation | Inscrits / participation   | Inscrits / participation | Inscrits / participation | 33 263       | 32,07        | 33 272      | 34,24       |

### Canton de Saint-Ouen-l'Aumône
| Candidats                | Candidats                | Partis                   | Nuance                   | Premier tour | Premier tour | Second tour | Second tour |
| Candidats                | Candidats                | Partis                   | Nuance                   | Voix         | %            | Voix        | %           |
| ------------------------ | ------------------------ | ------------------------ | ------------------------ | ------------ | ------------ | ----------- | ----------- |
|                          | Pierre-Édouard Éon       | LR                       | LR                       | 3 569        | 36,09        | 6 247       | 60,88       |
|                          | Véronique Pélissier      | LR                       | LR                       | 3 569        | 36,09        | 6 247       | 60,88       |
|                          | Ayda Hadizadeh           | PS                       | SOC                      | 1 977        | 19,99        | 4 014       | 39,12       |
|                          | Bruno Le Disez           | PS                       | SOC                      | 1 977        | 19,99        | 4 014       | 39,12       |
|                          | Geneviève Courot         | RN                       | RN                       | 1 926        | 19,48        |             |             |
|                          | Daniel Millier           | RN                       | RN                       | 1 926        | 19,48        |             |             |
|                          | Jérôme Durieux           | G.s                      | UG                       | 1 255        | 12,69        |             |             |
|                          | Marie-Noelle Fratani     | LFI                      | UG                       | 1 255        | 12,69        |             |             |
|                          | Norbert-Olivier Tembo    | LREM                     | REM                      | 1 162        | 11,75        |             |             |
|                          | Chrystelle Zami          | LREM                     | REM                      | 1 162        | 11,75        |             |             |
|                          |                          |                          |                          |              |              |             |             |
| Suffrages exprimés       | Suffrages exprimés       | Suffrages exprimés       | Suffrages exprimés       | 9 889        | 96,47        | 10 261      | 93,75       |
| Votes blancs             | Votes blancs             | Votes blancs             | Votes blancs             | 217          | 2,12         | 453         | 4,14        |
| Votes nuls               | Votes nuls               | Votes nuls               | Votes nuls               | 145          | 1,41         | 231         | 2,11        |
| Total                    | Total                    | Total                    | Total                    | 10 251       | 100          | 10 945      | 100         |
| Abstention               | Abstention               | Abstention               | Abstention               | 25 443       | 71,28        | 24 756      | 69,34       |
| Inscrits / participation | Inscrits / participation | Inscrits / participation | Inscrits / participation | 35 694       | 28,72        | 35 701      | 30,66       |

### Canton de Sarcelles
| Candidats                | Candidats                | Partis                   | Nuance                   | Premier tour | Premier tour | Second tour | Second tour |
| Candidats                | Candidats                | Partis                   | Nuance                   | Voix         | %            | Voix        | %           |
| ------------------------ | ------------------------ | ------------------------ | ------------------------ | ------------ | ------------ | ----------- | ----------- |
|                          | Patrick Haddad           | PS                       | SOC                      | 2 907        | 63,51        | 3 739       | 74,10       |
|                          | Déborah Israel           | PS                       | SOC                      | 2 907        | 63,51        | 3 739       | 74,10       |
|                          | Roumana Mouhamad         | ÉCO                      | ECO                      | 697          | 15,23        | 1 307       | 25,90       |
|                          | Aristote Zola            | ÉCO                      | ECO                      | 697          | 15,23        | 1 307       | 25,90       |
|                          | Manuel Alvarez           | PCF                      | COM                      | 431          | 9,42         |             |             |
|                          | Cynthia Mouyombo         | PCF                      | COM                      | 431          | 9,42         |             |             |
|                          | Michel Nedjar            | DVC                      | DVC                      | 369          | 8,06         |             |             |
|                          | Patricia Seevarat        | DVC                      | DVC                      | 369          | 8,06         |             |             |
|                          | Arnaud Fletcher          | PRG                      | DIV                      | 173          | 3,78         |             |             |
|                          | Assya Mahfoud Breton     | SE                       | DIV                      | 173          | 3,78         |             |             |
|                          |                          |                          |                          |              |              |             |             |
| Suffrages exprimés       | Suffrages exprimés       | Suffrages exprimés       | Suffrages exprimés       | 4 577        | 92,88        | 5 046       | 92,03       |
| Votes blancs             | Votes blancs             | Votes blancs             | Votes blancs             | 230          | 4,67         | 285         | 5,20        |
| Votes nuls               | Votes nuls               | Votes nuls               | Votes nuls               | 121          | 2,46         | 152         | 2,77        |
| Total                    | Total                    | Total                    | Total                    | 4 928        | 100          | 5 483       | 100         |
| Abstention               | Abstention               | Abstention               | Abstention               | 23 129       | 82,44        | 22 129      | 80,47       |
| Inscrits / participation | Inscrits / participation | Inscrits / participation | Inscrits / participation | 28 057       | 17,56        | 28 069      | 19,53       |

### Canton de Taverny
| Candidats                | Candidats                | Partis                   | Nuance                   | Premier tour | Premier tour | Second tour | Second tour |
| Candidats                | Candidats                | Partis                   | Nuance                   | Voix         | %            | Voix        | %           |
| ------------------------ | ------------------------ | ------------------------ | ------------------------ | ------------ | ------------ | ----------- | ----------- |
|                          | Laëtitia Boisseau        | LR                       | UD                       | 4 019        | 42,49        | 6 295       | 62,23       |
|                          | Gérard Lambert-Motte     | LR                       | UD                       | 4 019        | 42,49        | 6 295       | 62,23       |
|                          | Yolande Baeta            | PS                       | UG                       | 1 857        | 19,63        | 3 821       | 37,77       |
|                          | Claude Cauët             | PCF                      | UG                       | 1 857        | 19,63        | 3 821       | 37,77       |
|                          | Thomas Cottinet          | EÉLV                     | UGE                      | 1 793        | 18,96        |             |             |
|                          | Christine Savva          | DVG                      | UGE                      | 1 793        | 18,96        |             |             |
|                          | Hector Guirchoun         | RN                       | RN                       | 1 789        | 18,92        |             |             |
|                          | Nelly Roussel            | RN                       | RN                       | 1 789        | 18,92        |             |             |
|                          |                          |                          |                          |              |              |             |             |
| Suffrages exprimés       | Suffrages exprimés       | Suffrages exprimés       | Suffrages exprimés       | 9 458        | 97,07        | 10 116      | 94,75       |
| Votes blancs             | Votes blancs             | Votes blancs             | Votes blancs             | 194          | 1,99         | 383         | 3,59        |
| Votes nuls               | Votes nuls               | Votes nuls               | Votes nuls               | 91           | 0,93         | 177         | 1,66        |
| Total                    | Total                    | Total                    | Total                    | 9 743        | 100          | 10 676      | 100         |
| Abstention               | Abstention               | Abstention               | Abstention               | 23 895       | 71,04        | 22 967      | 68,27       |
| Inscrits / participation | Inscrits / participation | Inscrits / participation | Inscrits / participation | 33 638       | 28,96        | 33 643      | 31,73       |

### Canton de Vauréal
| Candidats                | Candidats                | Partis                   | Nuance                   | Premier tour | Premier tour | Second tour | Second tour |
| Candidats                | Candidats                | Partis                   | Nuance                   | Voix         | %            | Voix        | %           |
| ------------------------ | ------------------------ | ------------------------ | ------------------------ | ------------ | ------------ | ----------- | ----------- |
|                          | Patricia José            | LR                       | LR                       | 3 820        | 34,54        | 6 072       | 53,30       |
|                          | Thomas Vatel             | LR                       | LR                       | 3 820        | 34,54        | 6 072       | 53,30       |
|                          | Lydia Chevalier          | PS                       | UGE                      | 3 180        | 28,75        | 5 321       | 46,70       |
|                          | Eric Proffit Brulfert    | DVG                      | UGE                      | 3 180        | 28,75        | 5 321       | 46,70       |
|                          | Annika Bruna             | RN                       | RN                       | 2 294        | 20,74        |             |             |
|                          | Philippe Pierre          | RN                       | RN                       | 2 294        | 20,74        |             |             |
|                          | Didier Dague             | GRS                      | DVG                      | 1 382        | 12,50        |             |             |
|                          | Kinjal Damani Beurel     | DVG                      | DVG                      | 1 382        | 12,50        |             |             |
|                          | Annick Le Guilcher       | FDD                      | DIV                      | 383          | 3,46         |             |             |
|                          | Jérôme Menard            | FDD                      | DIV                      | 383          | 3,46         |             |             |
|                          |                          |                          |                          |              |              |             |             |
| Suffrages exprimés       | Suffrages exprimés       | Suffrages exprimés       | Suffrages exprimés       | 11 059       | 94,06        | 11 393      | 92,19       |
| Votes blancs             | Votes blancs             | Votes blancs             | Votes blancs             | 574          | 4,88         | 808         | 6,54        |
| Votes nuls               | Votes nuls               | Votes nuls               | Votes nuls               | 124          | 1,05         | 157         | 1,27        |
| Total                    | Total                    | Total                    | Total                    | 11 757       | 100          | 12 358      | 100         |
| Abstention               | Abstention               | Abstention               | Abstention               | 25 293       | 68,27        | 24 701      | 66,65       |
| Inscrits / participation | Inscrits / participation | Inscrits / participation | Inscrits / participation | 37 050       | 31,73        | 37 059      | 33,35       |

### Canton de Villiers-le-Bel
| Candidats                | Candidats                | Partis                   | Nuance                   | Premier tour | Premier tour | Second tour | Second tour |
| Candidats                | Candidats                | Partis                   | Nuance                   | Voix         | %            | Voix        | %           |
| ------------------------ | ------------------------ | ------------------------ | ------------------------ | ------------ | ------------ | ----------- | ----------- |
|                          | Cédric Sabouret          | PS                       | UG                       | 2 171        | 31,57        | 4 226       | 55,10       |
|                          | Cécilia Toungsi-Simo     | DVG                      | UG                       | 2 171        | 31,57        | 4 226       | 55,10       |
|                          | Christian Cauro          | DVG                      | DVG                      | 1 437        | 20,90        | 3 443       | 44,90       |
|                          | Djida Techtach           | G.s                      | DVG                      | 1 437        | 20,90        | 3 443       | 44,90       |
|                          | Anabelle Humbert         | RN                       | RN                       | 1 085        | 15,78        |             |             |
|                          | Philippe Moulines        | RN                       | RN                       | 1 085        | 15,78        |             |             |
|                          | Christelle Laurendot     | LFI                      | UGE                      | 804          | 11,69        |             |             |
|                          | Khalid Zougagh           | EÉLV                     | UGE                      | 804          | 11,69        |             |             |
|                          | Francis Mallard          | DVD                      | LR                       | 720          | 10,47        |             |             |
|                          | Maryline Yakan           | LR                       | LR                       | 720          | 10,47        |             |             |
|                          | Patrick Angrevier        | UDI                      | UDI                      | 409          | 5,95         |             |             |
|                          | Sandrine De Almeida      | UDI                      | UDI                      | 409          | 5,95         |             |             |
|                          | Philippe Debruyne        | MdP                      | UG                       | 251          | 3,65         |             |             |
|                          | Suzanne Ndjock           | DVG                      | UG                       | 251          | 3,65         |             |             |
|                          |                          |                          |                          |              |              |             |             |
| Suffrages exprimés       | Suffrages exprimés       | Suffrages exprimés       | Suffrages exprimés       | 6 877        | 95,77        | 7 669       | 90,08       |
| Votes blancs             | Votes blancs             | Votes blancs             | Votes blancs             | 160          | 2,23         | 558         | 6,55        |
| Votes nuls               | Votes nuls               | Votes nuls               | Votes nuls               | 144          | 2,01         | 287         | 3,37        |
| Total                    | Total                    | Total                    | Total                    | 7 181        | 100          | 8 514       | 100         |
| Abstention               | Abstention               | Abstention               | Abstention               | 25 343       | 77,92        | 24 019      | 73,83       |
| Inscrits / participation | Inscrits / participation | Inscrits / participation | Inscrits / participation | 32 524       | 22,08        | 32 533      | 26,17       |